# 格魯峰
格魯峰（英語：Grew Peak）是南極洲的山峰，位於瑪麗伯德地，處於墨菲火山，海拔高度超過1,400米，美國地質調查局根據測量和美國海軍拍攝的空中照片繪入地圖，現時由南極條約體系管理。